# Domenico Cimarosa
Domenico Cimarosa (ur. 17 grudnia 1749 w Aversa, zm. 11 stycznia 1801 w Wenecji) – włoski kompozytor okresu klasycyzmu.

## Życiorys
Urodzony w biednej rodzinie w Aversa pod Neapolem uczęszczał do konserwatorium neapolitańskiego, gdzie nauczali go między innymi Antonio Sacchini i Niccolò Piccinni.
Dzięki operze Włoszka w Londynie (Italiana in Londra) z 1778 zyskał rozgłos w Europie. W latach 1788–1792 na zaproszenie Katarzyny II przebywał w Petersburgu, który opuścił ze względu na ostry klimat rosyjski. Następnie po A. Salieriim objął stanowisko kapelmistrza dworskiego w Wiedniu, gdzie w 1792 napisał swoje największe dzieło – operę buffa Potajemne małżeństwo (Il matrimonio segreto), utrzymującą się w repertuarze również współcześnie.
Po powrocie do Włoch zajął się komponowaniem oper komicznych stanowiących jego największą spuściznę.
Według pogłosek Cimarosa został otruty w Wenecji, gdzie zmarł.